# Paddington Bear (série télévisée)
Paddington Bear est une série d'animation pour enfants produite de 1989 à 1990, et il s'agit de la deuxième série télévisée adaptée d'une série de livres pour enfants après la série Paddington, produite de 1976 à 1980. L'émission est produite par Hanna-Barbera en association avec Central Independent Television. Dans la série, le personnage d'un garçon américain nommé David - un cousin de Jonathan et Judy Brown arrivé à Londres le même jour que Paddington - a été ajouté aux histoires. La série, spin-off de l'univers amusant d'Hanna-Barbera en 1989, a duré 13 épisodes.

## résumé
Paddington Bear vit avec la famille Brown et leur cousin américain, David Russell. L'histoire concerne également la gouvernante Mme Bird, le propriétaire d'un magasin d'antiquités M. Gruber et leur méchant voisin M. Curry.

## Diffuser
Au Royaume-Uni et aux États-Unis, il a été diffusé sur Broadcast Distribution Channel et ITV en 1989, et Cartoon Network en 1999.
En France, elle a été diffusée sur Canal+ Kids en 2007, Gulli en 2005, TiJi en 2000, Cartoon Network France et autres.
Dans le monde arabe, il a été diffusé sur la Télévision Algérienne, Canal Algerie et Algerie 3 pendant le Ramadan 2002, sur 2M en 2004, sur Ajyal en 2010, sur MBC 3 en 2005, sur Toyor Al-Janah en 2008 et sur Cartoon Network Arabic en 2010.

## Médias domestiques
Le 4 août 2020, Warner Archive a publié pour la première fois Paddington Bear: The Complete Series sur DVD aux États-Unis.